# La lettera scarlatta (film 1973)
La lettera scarlatta (Der scharlachrote Buchstabe) è un film del 1973 diretto da Wim Wenders, tratto dall'omonimo romanzo di Nathaniel Hawthorne. È il terzo lungometraggio del regista.

## Trama
Salem, 1642. Hester Prynne viene mostrata al popolo di Salem, sul patibolo. È il risultato del processo che è stato intentato contro di lei per adulterio. Hester infatti ha dato alla luce una bambina, Pearl, nonostante il marito sia assente da anni dalla città. Oltre al pubblico ludibrio, Hester deve sottostare a un'altra pena per la sua colpa: deve portare sul petto una A scarlatta, diventando così la pecora nera della comunità puritana.
Hester non vuole rivelare chi sia il padre della bambina. Ma dopo qualche capitolo Hawthorne ci svela che il suo amante è il giovane reverendo Dimmesdale, colto teologo, eccellente predicatore, uno degli uomini più rispettati e venerati della città. Si capisce allora che se Hester tace, lo fa per amore, cioè per proteggere Dimmesdale. Il quale però si tormenta per la propria vigliaccheria: predica ripetutamente contro il peccato, ma il primo a peccare è stato proprio lui; ed è un'altra, cioè Hester, a scontare la pena per entrambi.
La situazione si complica quando il marito di Hester, che in città nessuno conosce, torna dalla sua lunga assenza, che si spiega con la sua cattura da parte degli indiani e la successiva prigionia. Il marito di Hester impone alla moglie di non rivelare la sua identità: questo perché vuole indagare in incognito sull'identità dell'amante, il cui nome Hester si rifiuta categoricamente di rivelare anche al marito. Quest'ultimo assume così il nome di Roger Chillingworth, e prende a esercitare l'attività di medico in città, forte dei suoi studi in Inghilterra, ma anche delle cognizioni di medicina indiana che ha appreso durante la prigionia. Nel frattempo la comunità religiosa tenta inutilmente di sottrarre la figlia alla madre con la scusa che questa sarebbe indegna di fornire un'educazione religiosa alla figlia, ma l'intervento del reverendo convince l'autorità a lasciare la figlia alla madre.

## Produzione
Si tratta di una coproduzione fra "Filmverlag der Autoren", il produttore spagnolo Primitivo Alvaro , la televisione tedesca e una casa di distribuzione spagnola. Secondo il regista ciò limitò fortemente la sua libertà creativa lasciandolo molto insoddifatto del risultato.

## Cast
Il produttore spagnolo Primitivo Alvaro impose al regista nel ruolo dei protagonisti gli attori Senta Berger e Lou Castel.
Ne ruolo di Pearl, la figlia di Ester, recita una bambina Yella Rottländer, la futura Alice del successivo film Alice nelle città, un felice incontro per Wenders.

## Luoghi e tempi
Il film è stato girato in Galizia e in altre località della Spagna e a Colonia in Germania, da agosto a ottobre 1972.

## Accoglienza
La prima mondiale fu il 13 marzo 1973. Ma il film ebbe poco successo e circolò pochissimo nelle sale.

## Un film "maledetto"
Wenders si trovò a disagio a girare un film storico: l'intreccio, i costumi l'ambientazione lo costringevano a sottostare agli obblighi della sceneggiatura. Gli era precluso di praticare quelle scelte stilistiche come la presa diretta che caratterizzava il suo modo di far cinema. L'opera rappresenta perciò un caso a parte nel coerente sviluppo della sua filmografia, una specie di film "maledetto", poco amato dal suo autore e sconosciuto al suo pubblico.

## Wenders sul suo film
Abbiamo perso parte dei nostri finanziamenti, una lunga storia, non vi annoierò. Quando finalmente ho iniziato il film, ho dovuto girarlo, tra tutti i posti, in Spagna, e tutti i puritani erano interpretati da cattolici spagnoli. 
Il mio unico "indiano d'America" era un torero disoccupato. Poteva ancora funzionare. Gli attori possono lavorare con molti handicap. Quello che non ha funzionato è che abbiamo girato il film in un "villaggio occidentale" vicino a Madrid, dove in realtà hanno girato la maggior parte dei cosiddetti "Spaghetti Western" che molte persone credevano fossero stati girati in Italia. Ebbene, quelli si sono svolti principalmente in Spagna. (Posso provarlo anch'io.) Girare una storia che apparteneva alla costa orientale degli Stati Uniti nel mezzo della Spagna è ciò che ci ha fatto fallire. La storia non è sopravvissuta per essere trapiantata in un altro luogo. È caduta in pezzi.»
(Wim Wenders, A sense of places, Verlag der autoren, Frankfurt am Main, 2005)

## Temi trattati
- Puritani
- Cristianesimo
- Amore
- Volontà
- Dolore
- Coraggio